# 吳文鎔
吳文鎔（？—1854年2月），字甄甫，江蘇儀徵人，清朝政治人物，官至湖廣總督，1854年在湖北黃州附近被太平軍擊敗，投水自殺殉難。

## 生平
吳文鎔是嘉慶二十四年（1819年）進士，選庶吉士，散館授編修。曾任翰林院侍讀學士、禮部侍郎等職。道光十九年（1839年）任福建巡撫，次年調任湖北巡撫，時值第一次鴉片戰爭，東南沿海有事，吳文鎔沒有到湖北就任。二十一年改任江西巡撫。二十八年調任浙江巡撫，後來升為雲貴總督。咸豐二年（1852年），調閩浙總督，未有成行。
咸豐三年（1853年），太平天國定都南京，改名天京。清廷命吳文鎔為湖廣總督，阻擋太平軍西征。咸豐四年（1854年）正月，吳文鎔出兵進攻黃州，太平軍曾天养等在後營放火，清兵潰敗，文鎔投塘水自殺死；太平軍又连克汉口、汉阳，破金口，总兵德亮、知府蔡润深、湖北臬司唐树义皆死。清廷以總督陣亡例賜恤，諡文節。

## 延伸阅读
[在维基数据编辑]
 《清史稿·卷396》，出自趙爾巽《清史稿》